# Srijem (Sokolovac)
Srijem je naselje u Hrvatskoj u sastavu općine Sokolovca. Nalazi se u Koprivničko-križevačkoj županiji. 

## Zemljopis
Zapadno su Velika Branjska i Mala Branjska, sjeverozapadno su Lepavina, Donjara i Mali Grabičani, sjeverno su Sokolovac i Miličani, istočno je Mala Mučna, jugoistočno su Brđani Sokolovački, Gornji Maslarac, Donji Maslarac i Široko Selo, južno je Ladislav Sokolovački, jugozapadno su Trnovac Sokolovački, jugozapadno su Velike Sesvete i Male Sesvete.

## Stanovništvo
| broj stanovnika | 215   | 219   | 202   | 238   | 263   | 285   | 302   | 398   | 336   | 382   | 427   | 342   | 324   | 258   | 222   | 213   | 170   |
|                 | 1857. | 1869. | 1880. | 1890. | 1900. | 1910. | 1921. | 1931. | 1948. | 1953. | 1961. | 1971. | 1981. | 1991. | 2001. | 2011. | 2021. |